# 浅川村 (石川県)
浅川村（あさかわむら）は、石川県河北郡に存在した村。
村名は浅野川による。

## 地理
- 現在の金沢市の東部、西は浅野川を挟んで金沢の市街地に隣接し、卯辰山の東麓にあたる所から東は医王山の西麓の山間部、富山県境に至る所まで広がる村である。浅野川の他、森下川、金腐川もこの村の中に水源がある。
- 村内を横断する石川県道27号金沢井波線は、かつては二俣越と呼ばれ、戦国時代から藩政期には金沢・越中間の最短ルートとして重要な役割を担った。この道の沿線には、かつて二つの本泉寺（若松本泉寺、ニ俣本泉寺（現存））があり、加賀一向一揆初期の拠点であった。
- 当時は薪、木炭の他、戸室石といわれる石材の生産が多かった。
- 現在では旧・浅川村の西側には金沢大学の本部、北陸大学が在り、太陽が丘ニュータウン、鈴見台、田上団地などが造成されるなど開発が多い一方で富山県境に近い山間部では無住地が存在するなど過疎化が進行している。
- 山：医王山、戸室山、キゴ山、前山、黒瀑山、横谷峠、見上峠、夕霧峠
- 温泉：田上鉱泉 - 上田上村（現在の田上本町）にあった鉱泉旅館。皮膚病に効くとされ、多くの湯治客が訪れたが、金沢から湯涌温泉への道路が改修されてからは客を奪われ衰退した。1892年頃まで経営されていたという[1]。

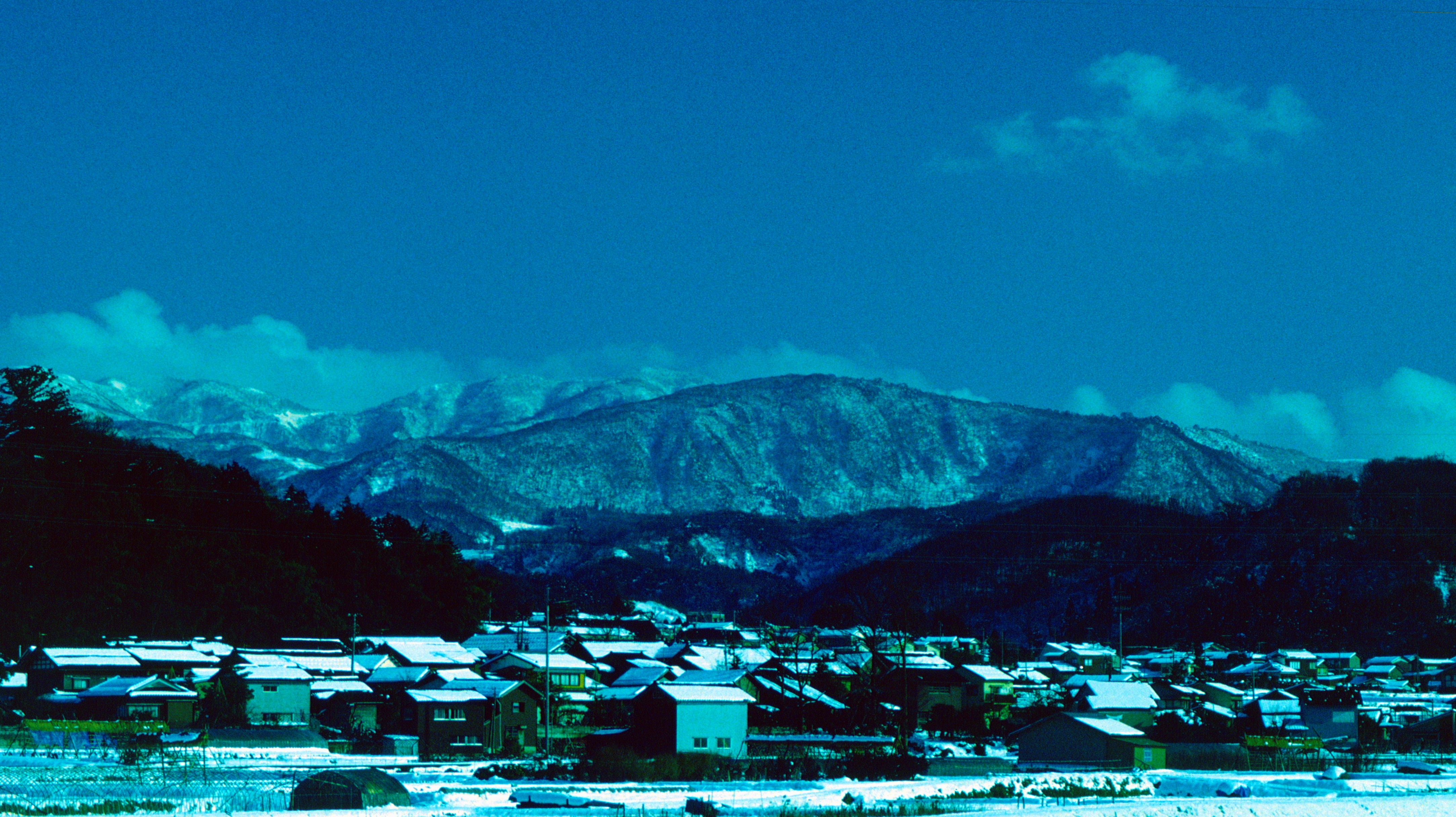
鈴見集落と戸室山。1984年冬

## 歴史
- 1889年（明治22年）4月1日 - 町村制の施行により、湯ノ谷村（ゆのたにむら）、金浦村（かなうらむら）及び医王山村（いおうぜんむら）が発足する。
- 1907年（明治40年）8月10日 - 湯ノ谷村、金浦村及び医王山村が合併して、浅川村が発足する。
- 1957年（昭和32年）4月5日 - 金沢市に編入する。22大字は以下のように分割、合併、町名変更が行われ、あとの21大字は金沢市の町名に継承。

- 下田上 → 田上町
- 上田上 → 田上本町
- 銚子口 → 銚子町
- 俵等 → 俵町
- 戸室中山 → 中山町
- 新保 → 戸室新保
- 田嶋 → 田島町
- 戸室清水、南原 → 清水町
- 二俣 → 二俣町、奥新保町、砂子坂町
- 荒山 → 荒山町
- 谷口 → 金川町
- 打尾谷 → 打尾町
- 野 → 浅川町
- 袋 → 袋板屋町
- 下荒屋 → 東荒屋町
- 炭釜 → 高池町
- 木目谷 → 蓮如町
- 平等 → 平等本町
- 平下 → 芝原町
- 町 → 東町
- 古郷寺 → 古郷町
- 石黒又 → 石黒町
- 小原 → 菱池小原町

## 教育

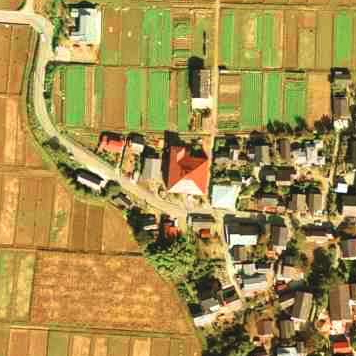
1975年当時の浅川村村役場跡（写真中央）

小学校
- 浅川村立医王山小学校
- 浅川村立田上小学校
- 浅川村立俵小学校

中学校
- 浅川村立医王山中学校
- 浅川村立田上中学校
- 浅川村立俵中学校